# Нінгідринна реакція
Нінгідринна реакція (рос. нингидринная реакция, англ. ninhydrin reaction) — якісна аналітична кольорова реакція α-амінокислот, пептидів, імінокислот і амінів з нінгідрином в основному середовищі, що використовується як проба на білки (дає забарвлення від блакитного до червоного).